# Parroquia de Saint James Windward
Saint James Windward es una de las cinco parroquias de la isla Nieves, que junto con las nueve parroquias de la isla de San Cristóbal forman parte de las catorce parroquias administrativas que componen la Federación de San Cristóbal y Nieves.
Esta parroquia está situada en la sección noreste de la isla de Nieves y su ciudad capital es Newcastle, que está al lado del aeropuerto de Nieves. No muy lejos de Newcastle está el hotel Nisbet Plantation Beach Club, y la cerámica de Newcastle. Al este se sitúa la Universidad de Medicina de las Américas.
Saint James Windward es la parroquia más grande de San Cristóbal y Nieves. Sin embargo, es también una de las más despobladas, solo habitan 1836 personas en esta parroquia de 32 kilómetros cuadrados, lo que da una densidad de 57,38 personas por km². Las aldeas en esta parroquia incluyen a Newcastle, Rawlins, Mount Lily, Fountain, Camps, Burnaby, Hicks, Brick Kiln, Whitehall, y a Butlers.
Todas las parroquias de Nieves fueron elaboradas para incluir un segmento del pico más alto de Nieves en cada una, pero esta parroquia también incluye un pico secundario de 1901 pies, Butler's Peak. La parroquia también incluye una base volcánica antigua llamada Round Hill. La costa norteña de la parroquia de Saint James tiene varias playas arenosas y largas: Lover's Beach, Newcastle Beach y Long Haul Bay. La parte más al este es una costa rocosa. Detrás de Butler's Peak hay selva tropical que prospera.
En el extremo meridional de la parroquia hay ruinas coloniales extensas, plantaciones de azúcar en Eden Brown Estate, New River Estate y Coconut Walk Estate.